# Archie Thompson
Archibald Gerald Thompson známý jako Archie Thompson (* 23. října 1978, Otorohanga, Nový Zéland) je australský fotbalový útočník. Má novozélandské a papuánské předky.

## Klubová kariéra
Začínal s fotbalem v Bathurstu, hrál mj. nejvyšší belgickou soutěž za Lierse SK, krátce hostoval i v PSV Eindhoven. Od roku 2005 je hráčem Melbourne Victory, byl nejlepším střelcem A-League v roce 2006 a je se sedmdesáti brankami druhým nejlepším kanonýrem ligové historie. Stal se australským mistrem 2007 a 2009, v roce 2007 získal Medaili Joe Marstona pro nejlepšího hráče ligového finále.

## Reprezentační kariéra
V A-mužstvu australské reprezentace debutoval v roce 2001 a odehrál celkem 54 zápasů a vstřelil 28 gólů. V utkání proti Americké Samoi 11. dubna 2001, které Australané vyhráli 31:0, se trefil třináctkrát, což je světový rekord v oficiálních mezistátních zápasech (jediným dalším hráčem, o kterém je zdokumentováno, že dal v soutěžním seniorském zápase 13 gólů, je Jocky Petrie ze Skotska, v roce 1885 v utkání Arbroath FC – Bon Accord FC 36:0).
S australským národním týmem získal zlato na Oceánském poháru národů 2004, zúčastnil se mistrovství světa ve fotbale 2006, mistrovství Asie ve fotbale 2007 a letní olympiády 2008.